# جيك رايت
جيك رايت (بالإنجليزية: Jake Wright)‏ (11 مارس 1986 المملكة المتحدة - ) هو لاعب كرة قدم بريطاني يلعب كمدافع.

## وصلات خارجية
جيك رايت على موقع قاعدة بيانات كرة القدم.إي يو (الإنجليزية)
- جيك رايت على موقع Soccerbase.com (لاعب) (الإنجليزية)
- جيك رايت على موقع Soccerway.com (الإنجليزية)